# Nicolai Brøchner
Nicolai Philip Brøchner Nielsen (født 4. juli 1993) er en tidligere dansk cykelrytter.

## Meritter
2014
Vinder af etape 2 Tour of the Gila
2015
Vinder af Scandinavian Race Uppsala
Vinder af etape 2 ZLM Tour (TTT)
3 Zuid Oost Drenthe Classic I
4 Himmerland Rundt
5 Velothon Stockholm
5 Profronde van Noord Holland
5 Dorpenomloop Rucphen
2016
Vinder af etaperne 4 & 8 An Post Rás
3 Ster van Zwolle
3 Arno Wallaard Memorial
10 Himmerland Rundt
2017
 ved PostNord Danmark Rundt
1 Himmerland Rundt
1 Ronde van Overijssel
1 Scandinavian Race Uppsala
1 i 1. etape An Post Rás
4 Skive-Løbet
6 samlet Tour de Normandie